# Sol Blume
Sol Blume é um festival de música ao ar livre de dois dias realizado no Discovery Park, perto do centro de Sacramento, com apresentações dos artistas de R&B, Soul e hip-hop mais procurados da atualidade, com ênfase subjacente em arte, cultura, amor, diversidade social e boas vibrações.

## História
O primeiro ato do festival foi em meados de 2018, porém teve que sofrer um pequeno hiato após a Pandemia de CIVID-19. Em 2022, no entanto, o Sol Blume voltou com força total e foi realizado no Discovery Park no fim de semana de 30 de abril a 1º de maio. Sol Blume da início a temporada de festivais em Sacramento, muitos outros festivais de música como Aftershock, GoldenSky e Lost In Riddim, estão marcados para outubro e novembro.
Nos anos anteriores, o Sol Blume acontecia no Ceasar Chavez Plaza, no centro de Sacramento. Em 2022, por ter acontecido no Discovery Park, houve mais espaço, permitindo que mais músicos e festivaleiros fossem a Sacramento.
Todos os fundadores, produtores e organizadores da Sol Blume são nativos de Sacramento que querem ver Sacramento crescer. 
Entre os diversos artistas que já passaram pelo festival estão: Lauren Jauregui, Victoria Monet, Jhené Aiko, Jorja Smith, Summer Walker, Tinashe, D Smoke e Lucky Daye.

### Palcos
- Bless Stage
- Bless Stage Powered by Pandora